# Олав Гайщад-Алв
Олав Гайщад-Алв (на старонорвежки: Ólafr Gudrødsson, наречен след смъртта си Ólafr Geirstaða-Álfr, което в превод означава „Елфът от Гайщад“) е полулегендарен норвежки конунг от династията Инглинги. Син на Гюдрьод Ловеца от първата му съпруга Алвхилда. Заедно с баща си завладял голяма част от югоизточна Норвегия.
След като баща му бил убит от втората си съпруга Оса Харалдсдотир, Олав наследил владенията на баща си в някогашната историческа провинция Вестфолд, а когато брат му Халвдан Черния (от втория брак на баща му) възмъжал, Олав разделил с него владенията си. Олав е отбелязан в Сага за Инглингите като могъщ и войнствен конунг и същевременно висок и красив мъж. Споменат е също и в Инглингатал. Неговият син бил Рагнвал Хайдюмхааре.
Олав починал на около 50-годишна възраст от болест. Предполага се, че намереният през 1880 г. кораб от Гокстад, открит в погребална могила във фермата Гокстад близо до град Санефьор във Вестфол е свързан именно с Олав Гайщад-Алв. Според археолозите вероятно на него е принадлежал откритият седящ на стол скелет на висок мъж, който приживе е страдал от артрит.